# Hvězdonice
Hvězdonice (Duits: Wiestonitz) is een Tsjechische gemeente in de regio Midden-Bohemen en maakt deel uit van het district Benešov. Het dorp ligt op 11 kilometer afstand van de stad Benešov.
Hvězdonice telt 341 inwoners (2024).

## Geografie
Hvězdonice ligt aan de rivier de Sázava. Aan de overzijde daarvan ligt Poddubí en schuin ertegenover ligt Chocerady.

## Geschiedenis
De eerste schriftelijke vermelding van het dorp dateert van 1422.
In 1949 werd Hvězdonice ingedeeld bij het district Benešov.

## Verkeer en vervoer

### Bruggen
Er zijn twee belangrijke bruggen in en bij Hvězdonice:
- De snelwegbrug, een 462 meter lange brug van de snelweg D1 over de rivier de Sázava en een deel van het dorp;
- De hangbrug, een 131 meter lange brug tussen de dorpen Hvězdonice en Poddubí.

### Autowegen
Er lopen regionale wegen naar het dorp. Ook ligt snelweg D1 in de buurt van Hvězdonice.

### Spoorlijnen
Station Hvězdonice ligt aan spoorlijn 212 Čerčany - Sázava - Zruč nad Sázavou - Světlá nad Sázavou. De lijn is enkelsporig en werd in 1901 geopend.

### Buslijnen
Er zijn geen bushaltes in Hvězdonice. Wel zijn er haltes in Poddubí en Chocerady, aan de overkant van de rivier. De volgende buslijnen halteren daar (alleen de belangrijkste haltes van Chocerady staan vermeld):
| Halte                 | Lijn            | Traject(en)                                                                       | Vervoerder                           |
| --------------------- | --------------- | --------------------------------------------------------------------------------- | ------------------------------------ |
| Kaliště, Poddubí      | 653             | Poddubí - Ondřejov                                                                | ČSAD Polkost                         |
| Chocerady, Chocerady  | 383 465 483 797 | Chocerady - Praag-Háje Chocerady - Samechov Chocerady - Vlašim Chocerady - Vranov | Arriva City Arriva City CŠAD Benešov |
| Chocerady, Žel. zast. | 483 797         | Chocerady - Vlašim Chocerady - Vranov                                             | CŠAD Benešov                         |

### Fietsroutes
Fietsroute 0019 (Havlíčkův Brod - Zruč nad Sázavou - Týnec nad Sázavou - Davle) loopt door het dorp.

### Wandelroutes
De volgende wandelroutes lopen door het dorp:
- Geel: Poddubí - Dubsko - Čerčany

- Rood: Čerčany - Sázava - Zruč nad Sázavou

## Bezienswaardigheden
- Dorpskapel

## Galerij

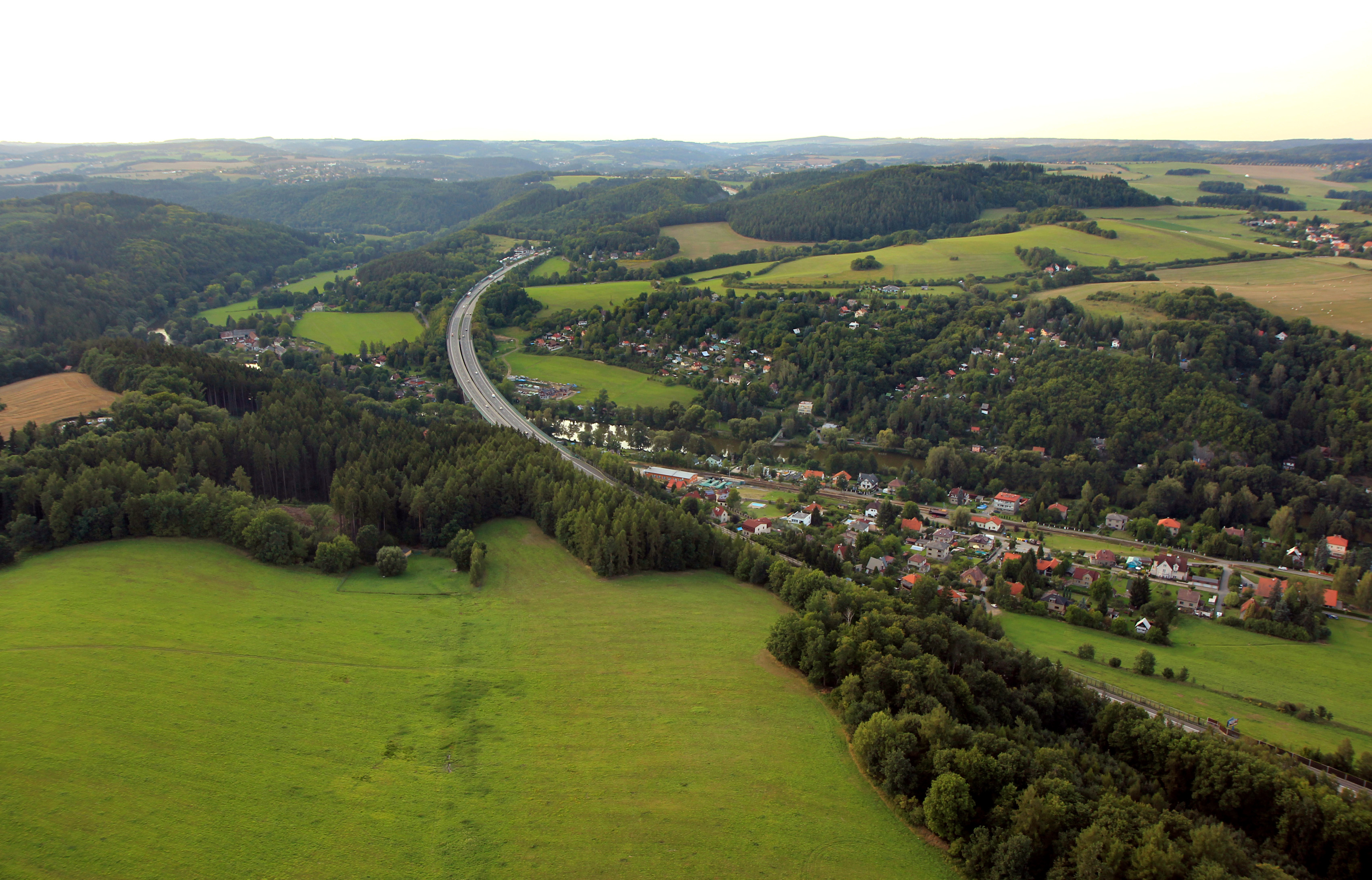
Hvězdonice van bovenaf, met snelwegbrug (2012)
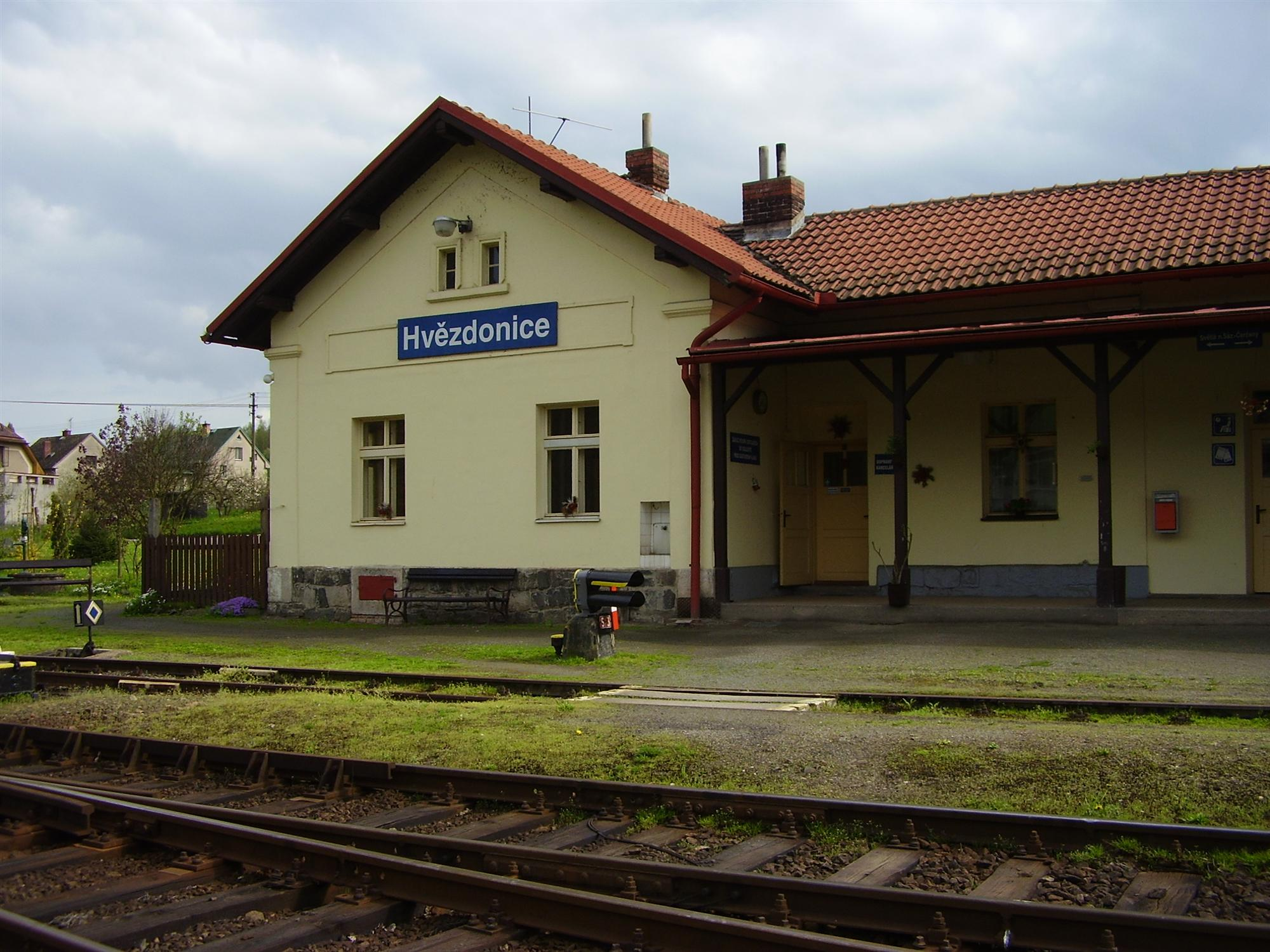
Station Hvězdonice (2008)
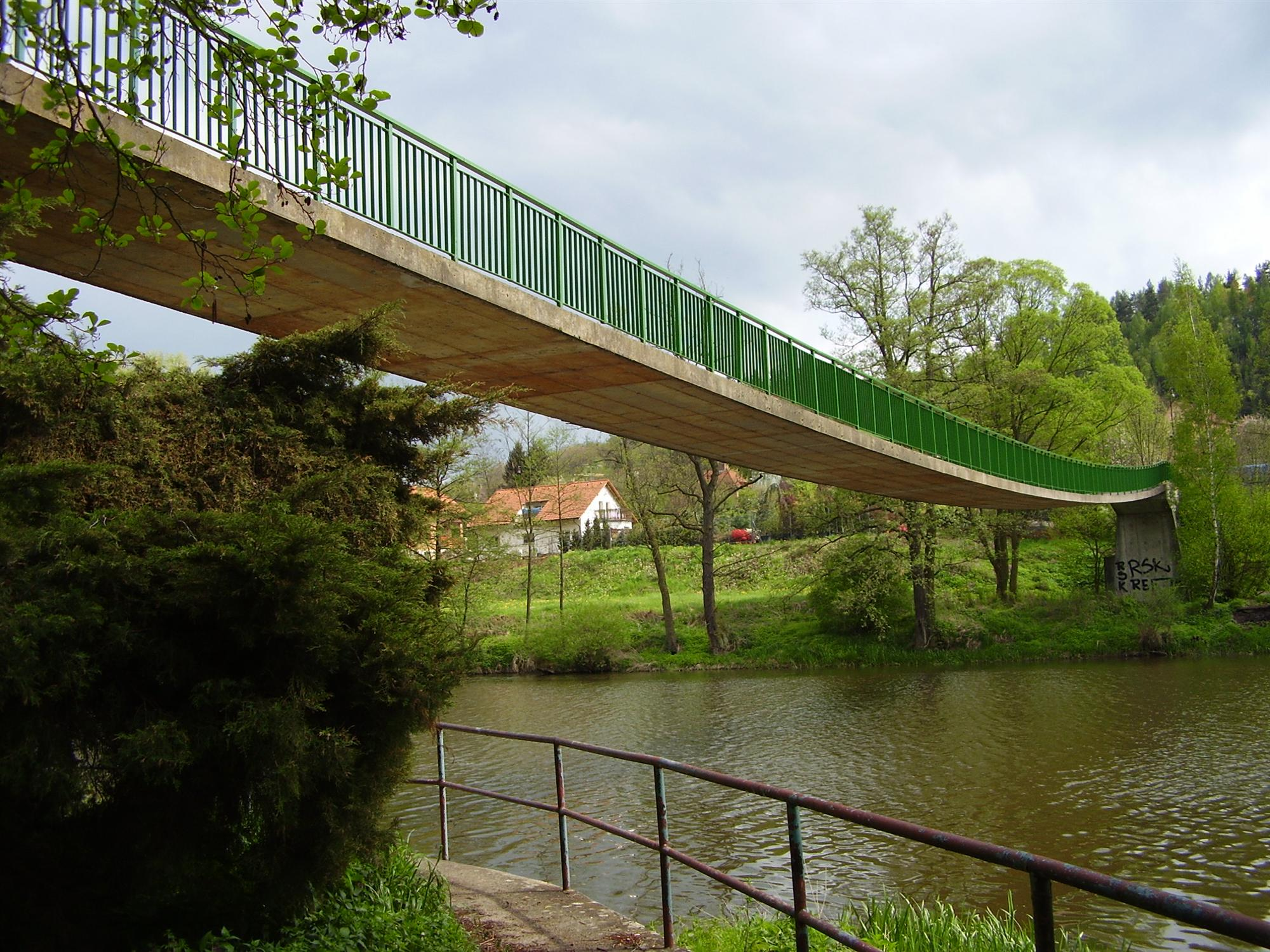
Hangbrug over de Sázava (2008)
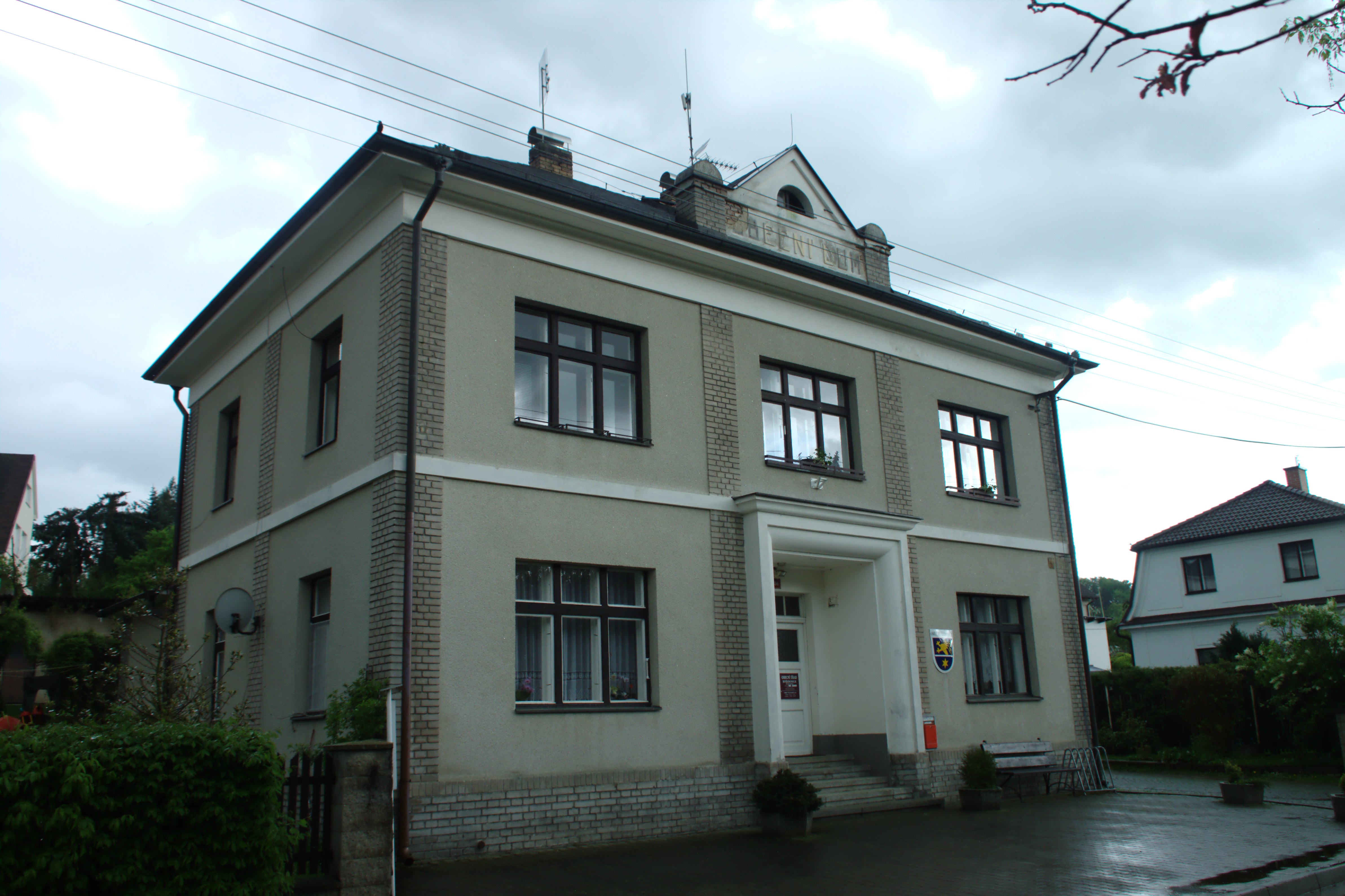
Gemeentehuis (2013)
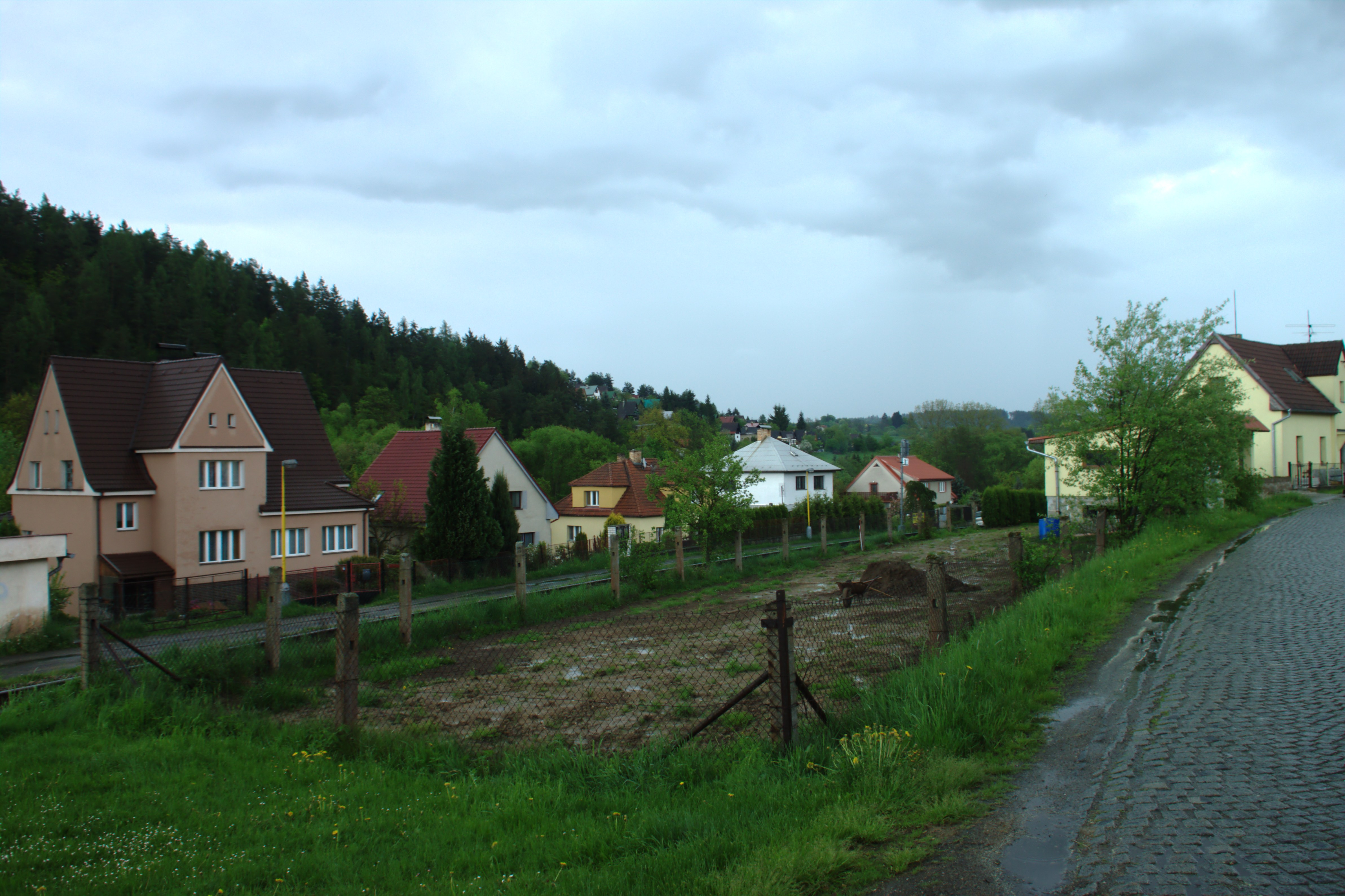
Villa's in het dorp (2013)
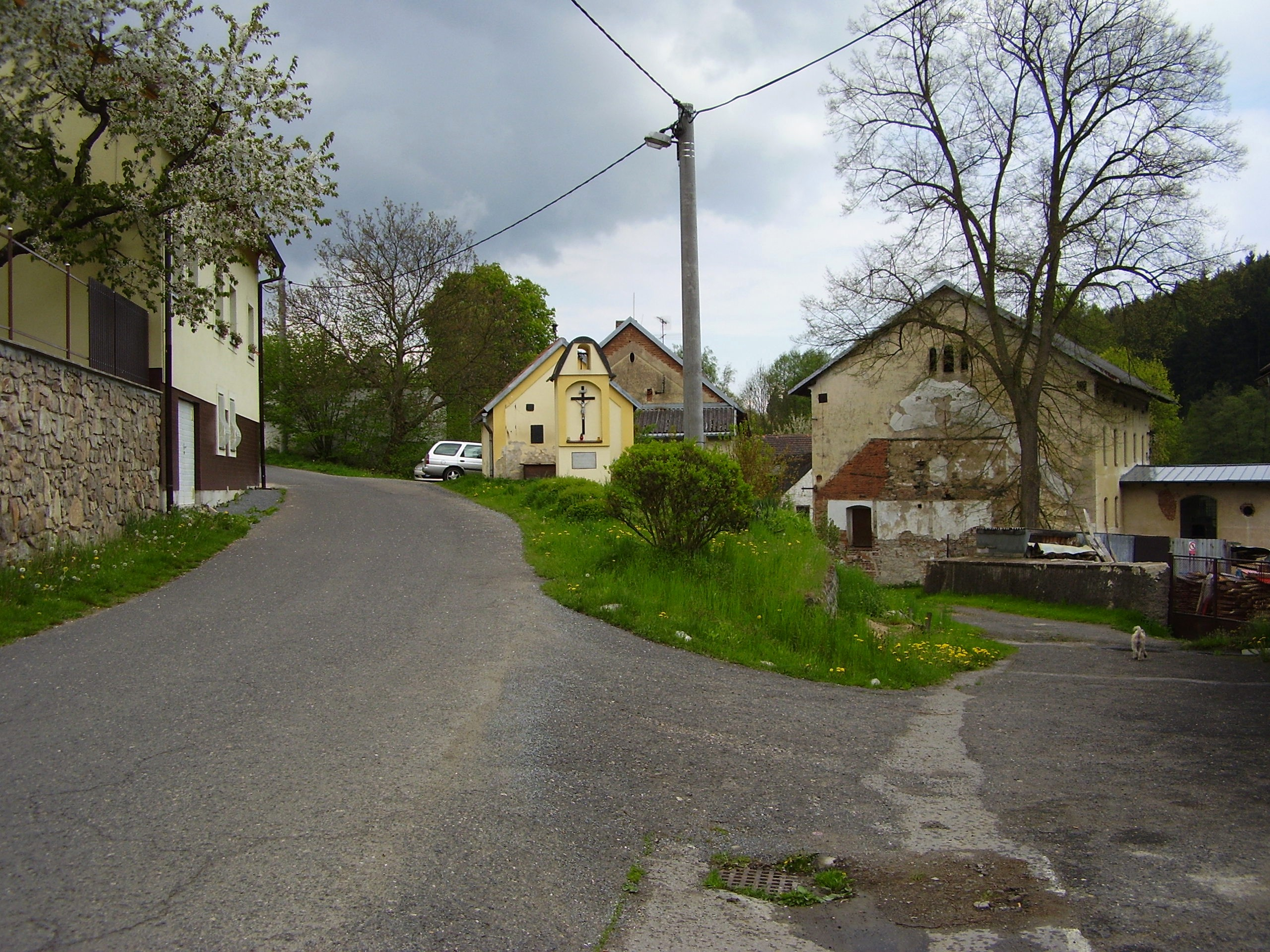
Weg bij de dorpskapel (2008)
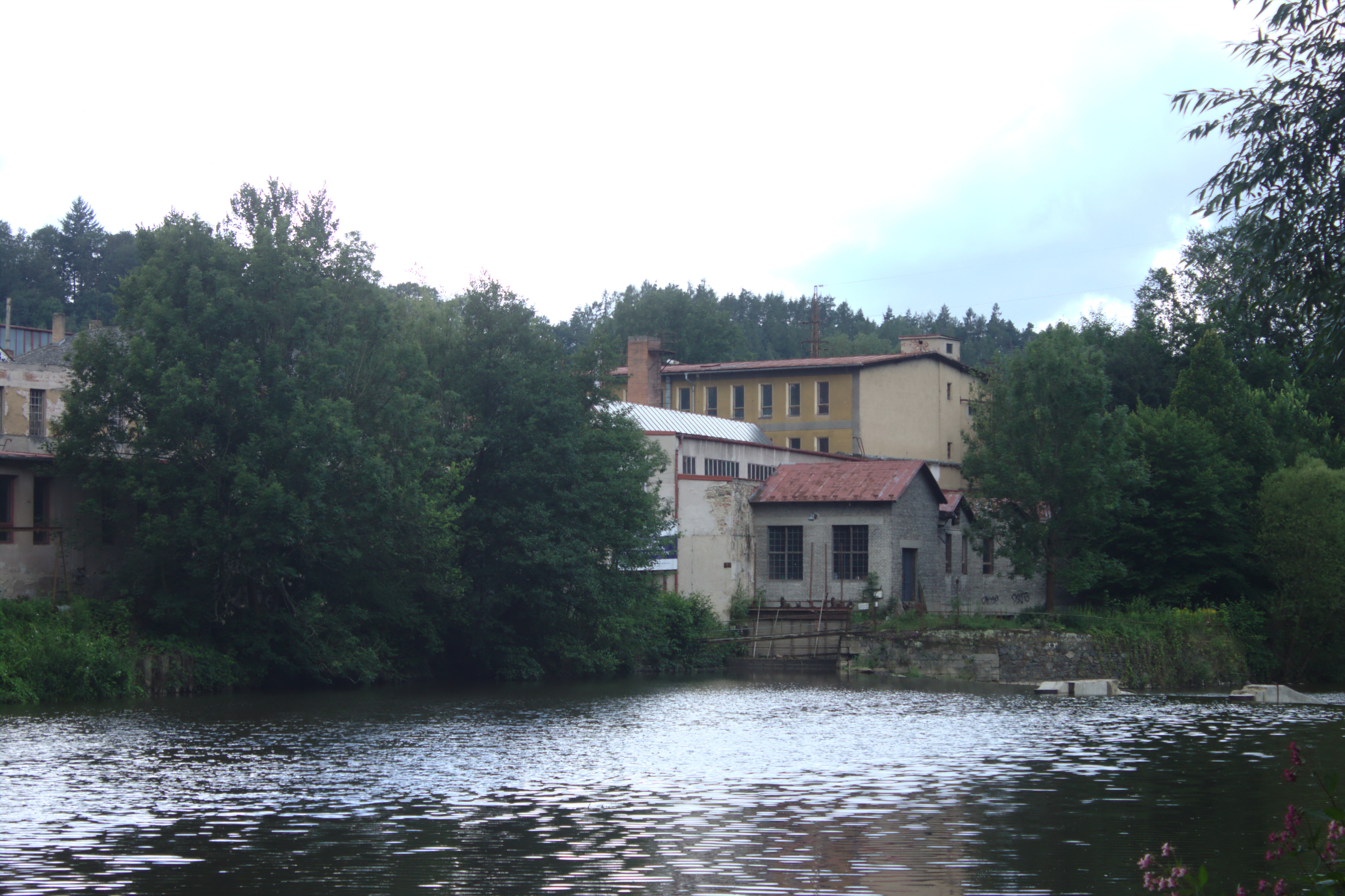
Bedrijven langs de Sázava (2017)